# بیت ابا لیبانوس

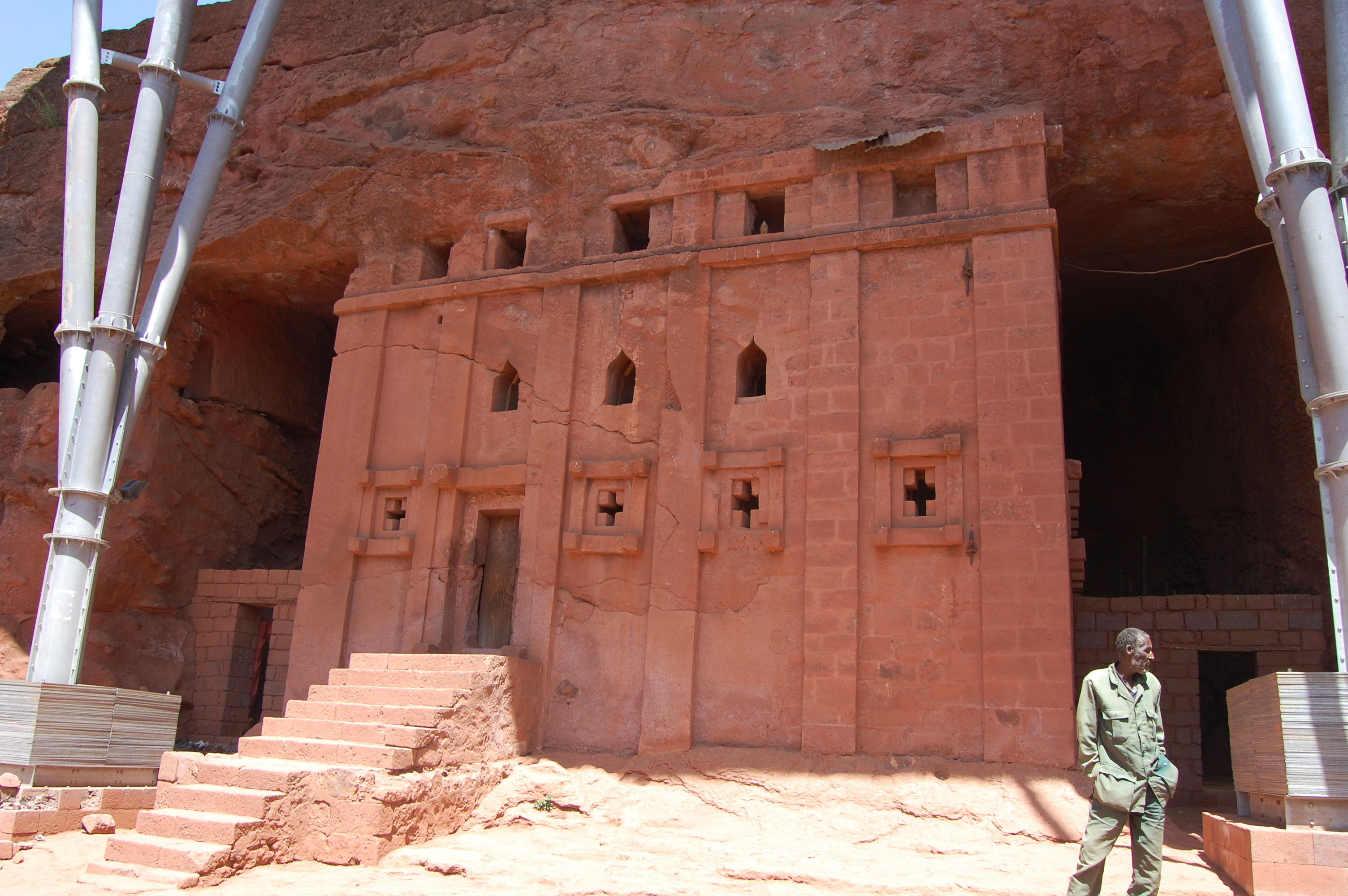
ورودی بِیتِه آبا لیبانوس

بیت ابا لیبانوس (انگلیسی: Biete Abba Libanos) یا خانه آبا لیبانوس یک کلیسای تک‌سنگی زیرزمینی با معماری کلیسای ارتدکس توحیدی اتیوپی است که در لالی‌بلا، اتیوپی قرار دارد. این کلیسا در دوره امپراتوری حبشه ساخته شده است.
این کلیسا بخشی از میراث جهانی لالی‌بلا است.